# 土日月
土日 月（つちひ らいと）は、日本のライトノベル作家である。

## 概要
公募の小説賞で初めて応募した電撃小説大賞では二次選考を通過した。カクヨムで公開されていた書籍化デビュー作『この勇者が俺TUEEEくせに慎重すぎる』や、MF文庫Jから刊行された小説『究極進化したフルダイブRPGが現実よりもクソゲーだったら』は、いずれもテレビアニメ化された。

## 作品リスト

### 書籍化作品一覧
- 『この勇者が俺TUEEEくせに慎重すぎる』（イラスト: とよた瑣織、カドカワBOOKS〈KADOKAWA〉）[6]
- 『究極進化したフルダイブRPGが現実よりもクソゲーだったら』（イラスト: よう太、MF文庫J〈KADOKAWA〉）[7]
  - 『もしも高度に発達したフルダイブRPGが現実よりもクソゲーだったら』（イラスト: 白井鋭利、ノベルゼロ〈KADOKAWA〉）[8]
- 『残虐すぎる異世界でも鈴木は可愛い』（イラスト: 大熊猫介、電撃の新文芸〈KADOKAWA〉）[9]

### 漫画原作
- 切崎花梨は殺させない（漫画：雨本明之、『月刊少年ガンガン』2024年5月号[10] - ）